# Bitwa pod Falkirk (1298)
Bitwa pod Falkirk – odbyła się 22 lipca 1298 i była jedną z wielu batalii podczas walk o niepodległość Szkocji. Bitwa zakończyła się wygraną Anglików, którzy doszczętnie rozbili powstańcze wojska szkockie, pod wodzą Williama Wallace’a.

## Siły angielskie i ich inwazja na Szkocję
Zwycięstwo Williama Wallace’a w bitwie pod Stirling i jego najazdy na północną Anglię spowodowały, że król Edward I Plantagenet postanowił jak najszybciej pokonać Szkotów. Zaprzestał walk z królem Francji Filipem IV i wiosną 1298 zaczął zbierać armię pod Yorkiem. Nie zlekceważył przeciwnika i starannie przygotował się do inwazji. Zgromadził około 21,5 tys. ludzi (14,5 tys. piechoty, 3 tys. ciężkozbrojnej jazdy i 4 tys. lżej zbrojnych jeźdźców). Pod swoim dowództwem miał wielonarodowe oddziały – poza Anglikami, byli tam walijscy łucznicy, piechurzy z Irlandii oraz kusznicy i rycerze z Gaskonii.
3 lipca armia Edwarda przekroczyła graniczną rzekę Tweed w Coldstream i pomaszerowała w kierunku Edynburga i Stirling. Słabe oddziały szkockie nie stawiały oporu, tylko zaczęły się wycofywać, stosując taktykę spalonej ziemi. Wkrótce zaczęło to doskwierać licznej armii angielskiej, która musiała maszerować przez spustoszony kraj. Zapasy wiezione w taborach stawały się niewystarczające, a flota z Berwick, która miała dostarczać zaopatrzenie, nie mogła wypłynąć w morze, z powodu złej pogody. W wojsku spadała dyscyplina, dochodziło też do tarć między żołnierzami różnego pochodzenia. Mimo to Edward zdołał dotrzeć do Edynburga, gdzie przebywał dwa tygodnie, czekając na powrót oddziałów wysłanych w celu zdobycia Dirleton i dwóch sąsiednich zamków. Następnie ruszył dalej, dążąc do stoczenia ze Szkotami walnej bitwy. Utrzymując surowymi metodami porządek w armii, dotarł do Kirkliston, położonego blisko Linlithgow. Tam wojska angielskie rozbiły obóz. Jako że przeciwnik unikał przyjęcia bitwy, Edward I zaczął rozważać wycofanie się do Edynburga.

## Siły szkockie
Tymczasem Wallace, po Stirling obdarzony tytułem Strażnika Królestwa Szkocji, z trudem zbierał własną armię. Znaczna część szkockich panów nie chciała walczyć pod jego rozkazami, bardziej licząc na sukces w rokowaniach z angielskim monarchą. Z racji zawarcia przez Edwarda rozejmu z Filipem IV, nie można było oczekiwać na ewentualne posiłki francuskie; nie udał się też zaciąg piechurów na terenach należących do Cesarstwa. Ostatecznie Wallace zebrał około 10–12 tys. ludzi, głównie wolnych chłopów i przedstawicieli drobnej szlachty. Dołączyło do niego ok. 3,5 tys. jazdy (w tym 1 tys. ciężkozbrojnej), którą dowodził John Comyn. Szkoci rozbili obóz w lesie koło Falkirk, w bliskiej odległość od Kirkliston. Wallace, wiedząc o złej sytuacji w angielskim obozie, zamierzał go w nocy zaatakować.

## Przed bitwą
Faktycznie, stan wojsk króla Edwarda nie był najlepszy. Brak żywności powodował wzrost dezercji, a także kolejne konflikty między poszczególnymi oddziałami. Jednej nocy doszło do regularnego starcia między walijskimi łucznikami a Anglikami. Jednak wkrótce potem do Edwarda przybyło dwóch szkockich rycerzy, którzy zdradzili Wallace’a. Poinformowali monarchę o jego planach, miejscu pobytu i liczebności jego wojsk. Armia angielska 21 lipca zwinęła obóz i pomaszerowała na Falkirk.

## Uszykowanie wojsk obu stron
Edward I chciał zaskoczyć Szkotów i zmusić ich do stoczenia bitwy, co w pełni mu się udało 22 lipca.
Wallace, nie mając innego wyjścia, musiał przygotować się do walki. Zajął pozycję na niewielkim wzgórzu, otoczonym częściowo przez grząski teren. W pierwszej linii, ustawił cztery zwarte, koliste formacje piechoty, tzw. schiltrony. Każda z nich liczyła po 2–3 tys. ludzi, uzbrojonych głównie w czterometrowe włócznie. Przed frontem i po bokach schiltronów Szkoci powbijali zaostrzone pale, powiązane ze sobą (miały one utrudnić atak angielskiej jazdy). Odstępy między formacjami włóczników zapełniały grupy łuczników z Ettrick. Poszczególnymi schiltronami dowodzili: sir John Steward z Bonhill, sir John Grahame z Dundalff, Duncan Mac Duff hrabia Fife i sam Wallace. Za piechotą stanęła jazda pod dowództwem Comyna.
Armia angielska została podzielona przez Edwarda I na cztery kolumny. Dwie, złożone głównie z jazdy i ciężkozbrojnej piechoty, mieli pod swoją komendą Henry de Lacy, hrabia Lincoln i zarazem marszałek Anglii (pomagali mu hrabiowie Norfolk i Hereford) oraz Antony Bek, biskup Durham. Ich zadaniem było wyjść na flanki i tyły Szkotów. Pozostałymi dwiema kolumnami dowodził sam król. Składały się one w większości z walijskich łuczników oraz irlandzkich procarzy, i miały uderzyć w drugim rzucie, wiążąc przeciwnika od czoła.

## Bitwa

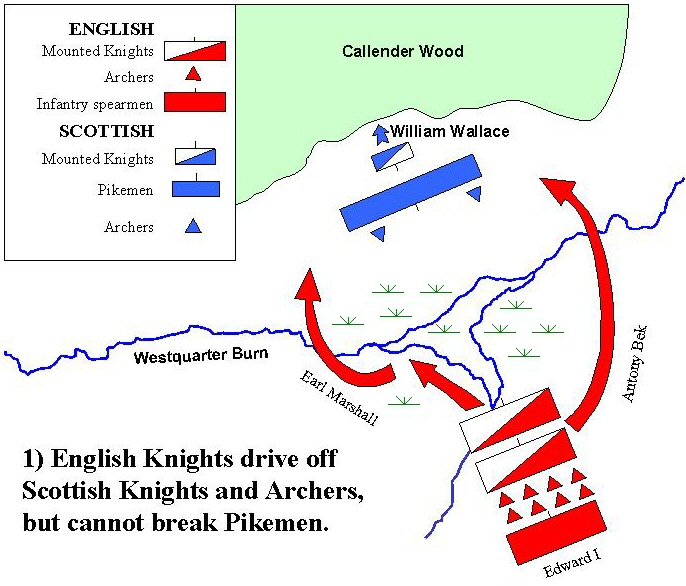
Pierwsza faza bitwy

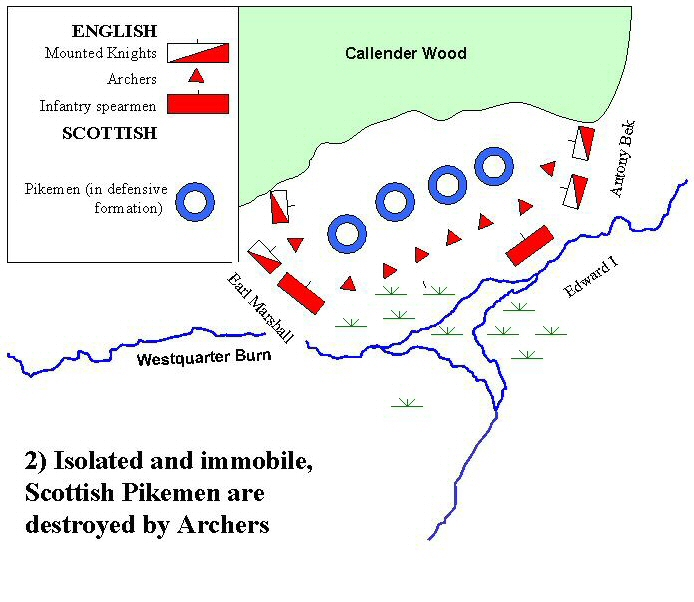
Druga faza bitwy

Bitwę rozpoczęły oddziały Lincolna i Durhama. Pierwszy z nich trafił jednak na grząski teren przed szkockim frontem i został ostrzelany przez szkockich łuczników. Mimo to Anglicy doznawszy pewnych strat zdołali, skręciwszy bardziej na lewo, dostać się na twardszy grunt i po sformowaniu szyków zaszarżowali na prawe skrzydło Szkotów. W tym samym czasie kolumna Durhama zaszła od wschodu lewą flankę wojsk Wallace’a i również zaatakowała. Szkoccy łucznicy, stojący między schiltronami, zostali wybici, zwłaszcza że większość jazdy Comyna nie stawiła czoła Anglikom i uciekła. Mimo to włócznicy Wallace’a stawili zażarty opór nacierającej jeździe. Wielu angielskich rycerzy zginęło (między innymi pięciu lub sześciu templariuszy), a jeszcze więcej straciło konie.
Edward I, widząc nieskuteczność ataków kawalerii, rozkazał wycofać ją poza zasięg Szkotów. Do ataku ruszyli łucznicy i procarze, którzy rozpoczęli morderczy ostrzał formacji wroga, tym łatwiejszy, że resztka jazdy szkockiej, która pozostała na polu bitwy, uciekła na sam widok strzelców. Szeregi schiltronów zostały znacznie osłabione przez miotane na nie strzały i kamienie. Zaraz potem ponownie uderzyła angielska kawaleria. Tym razem rycerze wdarli się głęboko w szyk włóczników. Po nich zaatakowali piechurzy Edwarda I. Wynik tej krwawej walki był przesądzony. Mnóstwo Szkotów zginęło, wśród nich dowódcy schiltronów – Steward, Grahame i hrabia Fife. Wkrótce opór ustał, a ci którzy przeżyli, rzucili się do ucieczki, zawzięcie ścigani przez Anglików po rzekę Carron. Ranny Wallace, zebrawszy trzy setki niedobitków, również zbiegł z pobojowiska. U brodu na rzece rozbił jeszcze ścigającą go grupę angielskich jeźdźców, po czym wycofał się na północ, do lasów Callander.

## Rezultat bitwy
Bitwa zakończyła się całkowitą klęską Szkotów. Najprawdopodobniej zginęło ich od 6500 do 8000. Natomiast straty angielskie były niewielkie. O wyniku bitwy zdecydowało skuteczne wykorzystanie przez Edwarda I łuczników. Swoim ostrzałem osłabili oni szkockie schiltrony tak, że jazda mogła rozbić formacje włóczników. Batalia była pierwszym, wielkim zwycięstwem angielskim, odniesionym właśnie dzięki łukowi. Wśród przyczyn szkockiej klęski upatruje się także wybranie przez Wallace’a złej pozycji dla swej armii (pozbawionej jakiejś naturalnej osłony) oraz brak ruchliwości schiltronów, które stojąc w miejscu, tylko oczekiwały na ruch przeciwnika.
Zwycięstwo pod Falkirk nie przesądziło jednak o podbiciu Szkocji. Wygłodniałe wojska angielskie dotarły do St. Andrews, gdzie spaliły tamtejsze opactwo, po czym wycofały się do Edynburga, a stamtąd do Anglii. Edward I pozostawił co prawda silne garnizony na ziemiach szkockich, ale na razie nie mógł zająć się pełnym podbojem tego kraju, miał bowiem problemy z opozycją we własnym królestwie. Później zaczęły go zajmować sprawy francuskie.
Wśród Szkotów klęska zachwiała dotychczasową zgodność pomiędzy najważniejszymi osobami kierującymi powstaniem oraz pomiędzy przywódcami poszczególnych klanów Szkocji. Zaczęło się szerzyć zwątpienie we własne siły, niechęć wobec wojny oraz w przyszłość i sens powstania. Wallace, choć przeżył, utracił dotychczasową pozycję (i tytuł Strażnika Szkocji), a także poparcie wśród części Szkotów. Mimo to, aż do 1305 roku, nadal walczył z Anglikami.